# Parma megye
Parma megye (olaszul: Provincia di Parma, emilián nyelven: Provênsa 'd Pärma) Olaszország Emilia-Romagna régiójának egyik megyéje. Székhelye Parma.

## Fekvése
Parma megye Cremona, Mantova, Reggio Emilia, Massa-Carrara, La Spezia, Metropolitan City of Genoa és Piacenza megyékkel határos.

## Községek(comuni)
- Albareto
- Bardi
- Bedonia
- Berceto
- Bore
- Borgo Val di Taro
- Busseto
- Calestano
- Collecchio
- Colorno
- Compiano
- Corniglio
- Felino
- Fidenza
- Fontanellato
- Fontevivo
- Fornovo di Taro
- Langhirano
- Lesignano de’ Bagni
- Medesano
- Mezzani
- Monchio delle Corti
- Montechiarugolo
- Neviano degli Arduini
- Noceto
- Palanzano
- Parma
- Pellegrino Parmense
- Polesine Parmense
- Roccabianca
- Sala Baganza
- Salsomaggiore Terme
- San Secondo Parmense
- Sissa
- Solignano
- Soragna
- Sorbolo
- Terenzo
- Tizzano Val Parma
- Tornolo
- Torrile
- Traversetolo
- Trecasali
- Valmozzola
- Varano de’ Melegari
- Varsi
- Zibello